# Butetamat
Butetamat ist ein Arzneistoff, der als Antitussivum („Hustenblocker“) verwendet wurde.
Seine hustenstillende Wirkung entspricht ungefähr der des Codeins, es hat aber im Gegensatz zu diesem nur eine sehr schwache schmerzstillende Wirkung, wirkt bronchienerweiternd, hat kein Abhängigkeitspotenzial, beeinflusst das Reaktionsvermögen nicht und führt nicht zu einer Atemdepression.

## Chemie und Isomerie
Der Arzneistoff ist strukturell mit dem Methadon verwandt. Butetamat ist chiral und wurde als 1:1-Gemisch (Racemat) von (R)- und (S)-Enantiomer eingesetzt.
Chemisch verwandte Wirkstoffe (Analoga) sind Butamirat, Oxeladin und Pentoxyverin.

## Handelsnamen
Pertix-Hommel (D, außer Handel)